# Halamphora montana
Halamphora montana (syn. Amphora montana) – gatunek okrzemek szeroko rozprzestrzeniony w siedliskach aerofitycznych, o zmiennej wilgotności.

## Morfologia
Długość 12–20 μm, szerokość 3–4,6 μm, pancerzyki 7–10 μm. Prążki bardzo gęste, na odcinku 10 μm po ok. 40. Szczególnie dobrze widoczne są prążki będące kantami zgrubiałego węzła środkowego po stronie dorsalnej.
Pole osiowe wąskie, pole środkowe po stronie dorsalnej tworzy połowę fascii sięgającej aż po krawędź okrywy, w obserwacji mikroskopowej świecącą się silniejszym światłem. Po stronie wentralnej trudniejsza do zauważenia, gdyż słabo kontrastuje. Ramiona rafy łukowate z prostymi końcami środkowymi.

## Ekologia
Gatunek kosmopolityczny. Występuje m.in. w zraszanych darniach mchów, gdzie jest nieliczny, ale charakterystyczny. Stwierdzany też jako element fitobentosu.  wszystkich typach wód, z optimum występowania w górskich, alkalicznych wodach płynących i jeziorach, a także w wodach bagiennych na nizinach, przeważnie przy wyższym stopniu trofii. Stwierdzany w zeutrofizowanych wodach miejskich. Występuje też w glebie.
W polskim wskaźniku okrzemkowym do oceny stanu ekologicznego rzek (IO) nieuznany za gatunek referencyjny ani dla rzek o podłożu węglanowym, ani krzemianowym. Przypisano mu wartość wskaźnika trofii równą 2,9.

## Gatunki podobne
Podobnymi gatunkami w mikroskopie świetlnym trudnymi do odróżnienia są Halamphora submontana (Hustedt) Levkov, Halamphora charrua Metzeltin, Lange-Bertalot i Garcia-Rodríguez i Halamphora vardarensis Levkov. Żaden z nich nie został jednak stwierdzony w Europie środkowej.